# المدة النيابية العاشرة لمجلس النواب التونسي
المدة النيابية العاشرة لمجلس النواب في تونس هي المدة النيابية التي دامت ولايتها 5 سنواتٍ ويومان وذلك بين 15 نوفمبر 1999 و17 نوفمبر 2004.

انتخب المجلس إثر انتخابات 24 أكتوبر 1999.

## مكونات مجلس النواب
يتكون مجلس النواب من 182 مقعدا.

### الأحزاب
| الحزب   | الحزب                         | المقاعد |
| ------- | ----------------------------- | ------- |
|         | التجمع الدستوري الديمقراطي    | 148     |
|         | حركة الديمقراطيين الاشتراكيين | 13      |
|         | حزب الوحدة الشعبية            | 7       |
|         | الاتحاد الديمقراطي الوحدوي    | 7       |
|         | حركة التجديد                  | 5       |
|         | الحزب الاجتماعي التحرري       | 2       |
| المقاعد | المقاعد                       | 182     |

## الحكومات
- حكومة حامد القروي.
- حكومة محمد الغنوشي الأولى.